# کوین گالن
کوین گالن (انگلیسی: Kevin Gallen؛ زادهٔ ۲۱ سپتامبر ۱۹۷۵) بازیکن فوتبال اهل بریتانیا است.
از باشگاه‌هایی که در آن بازی کرده‌است می‌توان به باشگاه فوتبال کویینز پارک رنجرز، باشگاه فوتبال بارنزلی، باشگاه فوتبال بارنت، باشگاه فوتبال لوتون تاون، باشگاه فوتبال هادرزفیلد تاون، باشگاه فوتبال براینتری تاون، باشگاه فوتبال میلتون کینز دونز، باشگاه فوتبال پلیموث آرگیل، و باشگاه فوتبال آیلزبری یونایتد اشاره کرد.
وی همچنین در تیم‌های ملی فوتبال زیر ۱۸ سال انگلستان و زیر ۲۱ سال انگلستان بازی کرده‌است.